# Bob Sapp
Robert Malcolm „Bob“ Sapp (* 22. September 1973 in Colorado Springs, Colorado) ist ein US-amerikanischer Kickboxer, Mixed-Martial-Arts-Kämpfer, Wrestler, Schauspieler und ehemaliger American-Football-Spieler.

## Karriere

### American Football

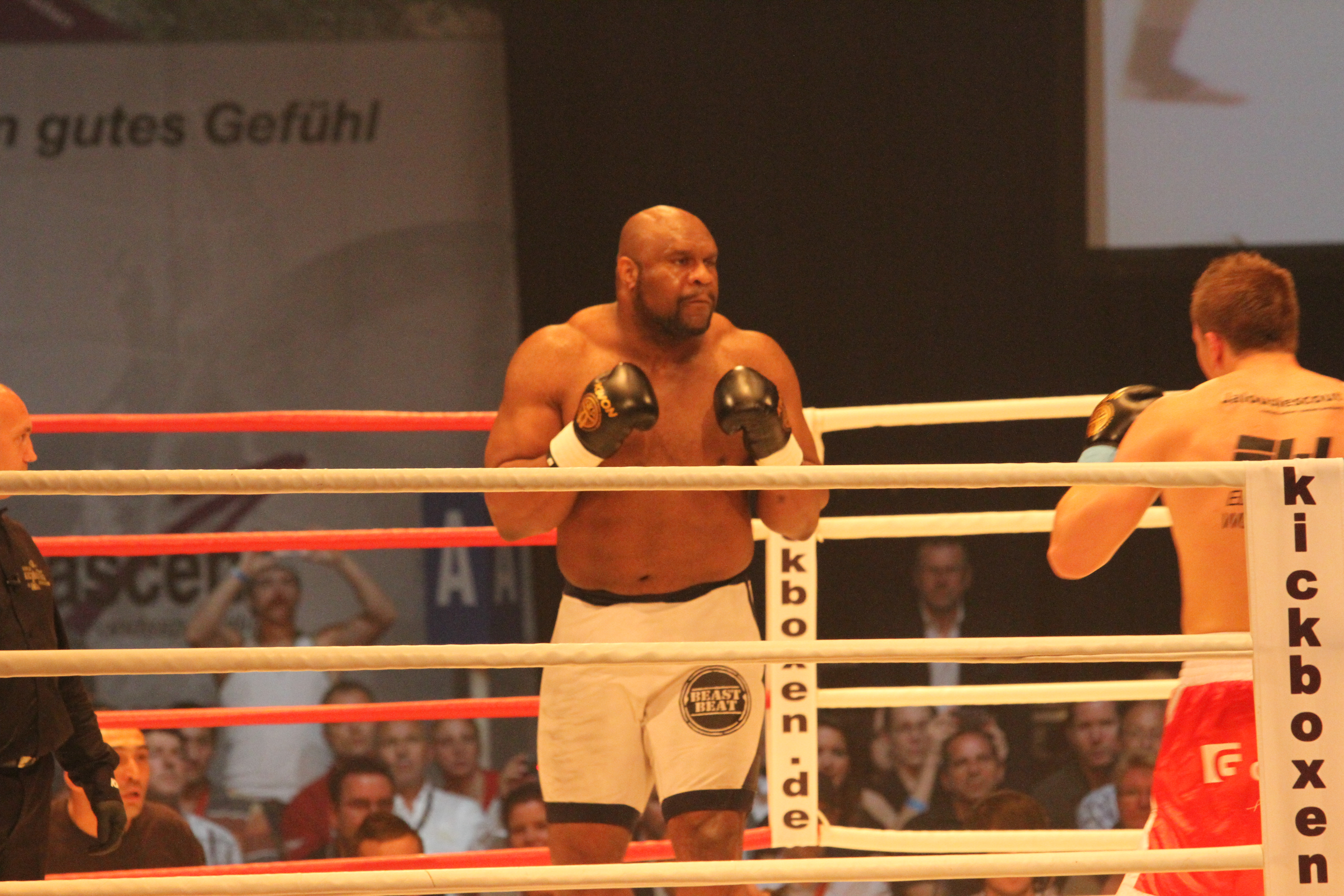
Bob Sapp 2011 in Karlsruhe WKA WM

Sapp begann seine sportliche Laufbahn als Footballspieler an der University of Washington. Dort spielte er in der Offensive Line und gewann den Morris Award. 1997 wurde Bob Sapp von den Chicago Bears als 69. Spieler in der dritten Runde der NFL Draft ausgewählt. Er erhielt einen Vier-Jahres-Vertrag, verließ die National Football League (NFL) jedoch nach einem positiven Test auf Steroide nach nur einem Jahr. Danach wandte Sapp sich dem Kampfsport zu.

### Kampfsport
Seinen ersten Kampf bestritt er im Rahmen einer von FX Network veranstalteten Fernsehsendung. Dort konnte er in einem Boxkampf William Perry besiegen.
2001 startete Bob Sapp wenig erfolgreich seine Wrestlingkarriere. Er unterschrieb bei World Championship Wrestling einen Aufbauvertrag, wurde aber nie eingesetzt. Nach dieser Enttäuschung wechselte er zum japanischen MMA-Veranstalter Pride. Dort bekam er nach einigen Siegen am 28. August 2002 die Chance den Weltmeistertitel zu erringen. Sapp musste sich aber dem damaligen Champion Antônio Rodrigo Nogueira nach 4:03 Minuten in der zweiten Runde nach einem Aufgabegriff (Armbar) geschlagen geben.
Seinen ersten K-1-Kampf bestritt er am 2. Juni 2002 gegen Tsuyoshi Nakasako, den er durch Disqualifikation in Runde 1 verlor. Seine drei folgenden Kämpfe konnte er gewinnen, u. a. schlug er in actionreichen Kämpfen zweimal den K-1-erfahrenen Kickboxer Ernesto Hoost vorzeitig. Anfang 2003 verlor er aber gegen Mirko Filipović durch K. o.
Im August 2003 forderte er den ehemaligen Boxweltmeister im Schwergewicht Mike Tyson zu einem Duell heraus, das jedoch nicht zustande kam.
Im Dezember 2003 gelang ihm ein K. o.-Sieg gegen den früheren Sumo-Ringer Akebono. Die beiden Kontrahenten brachten ein Gesamtgewicht von fast 400 kg in den Ring.
Am 21. September 2003 bestritt er seinen ersten K-1-Kampf nach MMA-Regeln, die seiner Körperkraft und seinem Kampfstil entgegenkommen, und besiegte Stefan Gamlin. 2004 bekam er aber auch in diesem Rahmen von Kazuyuki Fujita seine Grenzen aufgezeigt, welcher ihm technisch überlegen war und schließlich zur Aufgabe zwang.
Er unterschrieb zwischenzeitlich einen Vertrag bei New Japan Pro-Wrestling und holte sich Anfang 2005 den IWGP World Heavyweight Championtitel. Durch den Gewinn des K-1 Japan GP 2005 qualifizierte er sich für den 2005 K-1 World GP, musste sich jedoch in der Eliminations-Runde Choi Hong-man geschlagen geben.
Zuvor hatte er im Juli 2005 den mehrfachen Weltmeister im Armdrücken Alan Karajew k.o. geschlagen.
Am 13. März 2006 sollte Bob Sapp Gegner des viermaligen K-1 Champions Ernesto Hoost in seinem letzten Kampf sein. Sapp, der vorher zweimal Hoost besiegen konnte, erschien zur Pressekonferenz, aber (laut Aussage von Sapp und K-1) nach gescheiterten Vertragsverhandlungen nicht zum Kampf. Dieses Verhalten von ihm hatte zur Folge, dass die K-1-Verantwortlichen den Kampf mit Sapp absagten und Hoost langjährigen Rivalen Peter Aerts als Ersatzgegner holten. Sapp wurde daraufhin aus seinem Vertrag entlassen.
Nach eineinhalbjähriger Abstinenz kehrte er am 23. Juni 2007 gegen Peter Aerts in den K1-Ring zurück, verlor aber nach einem Kniestoß an das Sonnengeflecht (Plexus solaris) bereits nach 24 Sekunden durch K. o.
Am 26. August 2011 verlor Bob Sapp im Kampf um die Thaibox-Weltmeisterschaft (WKA) in der Karlsruher Europahalle gegen Florian „Faust“ Pavic aus Deutschland durch Aufgabe  in der 3. Runde.

## Erfolge
- Sieger des K-1 Grand Prix Turniers 2005 in Hiroshima
- 1 × IWGP Heavyweight Championship

## Schauspielkarriere
Sapp ist in Japan ein Superstar. Er war in 23 Werbespots zu sehen und vermarktet mehr als 200 Produkte unter seinem Namen. Er ist Autor von vier Büchern und nahm eine CD mit dem Namen It’s Sapp Time auf.

## Filmografie
Bob Sapp spielte in folgenden Filmproduktionen mit:
| Jahr | Film                           | Rolle                    |
| ---- | ------------------------------ | ------------------------ |
| 2003 | Bob Sapp: Sapp Time The Movie! | sich selbst              |
| 2003 | Taiho Shichauzo                | Bob Hage                 |
| 2004 | Izo                            |                          |
| 2005 | Elektra                        | Stone                    |
| 2005 | Devilman                       | World Newscaster         |
| 2005 | Spiel ohne Regeln              | Switowski                |
| 2007 | Big Stan                       | Big Raymond              |
| 2009 | Frankenhood                    | Frankie                  |
| 2009 | Blood and Bone                 | Hammerman                |
| 2011 | Blood Out                      | Uncredited               |
| 2011 | Conan (2011)                   | Ukafa                    |
| 2012 | JourneyQuest (Serie)           | Karn, der Barbaren König |
| 2013 | Miss Pilot (Serie)             | Roy                      |